# シャルル・ダッバス
シャルル・ダッバス（1884年4月16日 - 1935年8月22日、ラテン文字表記でCharles Debbas、アラビア語表記でشارل دباس）は、レバノン共和国初代大統領である。ダッバス自身は、レバノン国内では少数派の東方正教会の信徒であった。
1926年9月1日に大統領に選出され、任期を1期延長し、1934年1月2日まで任期を勤め上げた。ダッバスの治世は、フランスの委任統治に基づいて、外交はフランスに完全に依存しながらも、内政には多くの自由が与えられた時代であった。
ダッバスの政治運営方法は、マロン派側ではダッバス時代に首相を務めたエミール・エッデとビシャラ・アル・フーリーを競わせつつ、ムスリム側の意見の集約をムハンマド・アル・アジルに依存するスタイルを採用することで、宗派間の対立を回避しながら、いわゆる「大レバノン（詳細は、近代レバノンの歴史を参照）」を維持した。